# Діошдьйор (стадіон)
«Діошдьйор Стадіон» (угор. Diósgyőri Stadion) — багатофункціональний стадіон у місті Мішкольц, Угорщина, який нині перебуває на стадії будівництва, нова домашня арена однойменного футбольного клубу.
Спорудження стадіону розпочато 2016 року на місці знесеної тоді однойменної арени. Відкриття арени відбулося 5 травня 2018 року.